# Leschenaultia
Leschenaultia är ett släkte av tvåvingar. Leschenaultia ingår i familjen parasitflugor.

## Dottertaxa tillLeschenaultia, i alfabetisk ordning[1]
- Leschenaultia adusta
- Leschenaultia albifacies
- Leschenaultia aldrichi
- Leschenaultia americana
- Leschenaultia andina
- Leschenaultia arnaudi
- Leschenaultia barbarae
- Leschenaultia bergenstammi
- Leschenaultia bessi
- Leschenaultia bicolor
- Leschenaultia bigoti
- Leschenaultia blanchardi
- Leschenaultia braueri
- Leschenaultia brooksi
- Leschenaultia ciliata
- Leschenaultia coquilletti
- Leschenaultia cortesi
- Leschenaultia currani
- Leschenaultia exul
- Leschenaultia fulvipes
- Leschenaultia fusca
- Leschenaultia grossa
- Leschenaultia halisidotae
- Leschenaultia hospita
- Leschenaultia hystrix
- Leschenaultia inermis
- Leschenaultia jurinioides
- Leschenaultia latifrons
- Leschenaultia leucophrys
- Leschenaultia loewi
- Leschenaultia macquarti
- Leschenaultia montagna
- Leschenaultia nigricalyptrata
- Leschenaultia nigrisquamis
- Leschenaultia nuda
- Leschenaultia proseni
- Leschenaultia reinhardi
- Leschenaultia richopsis
- Leschenaultia sabroskyi
- Leschenaultia schineri
- Leschenaultia thompsoni
- Leschenaultia townsendi